# A Baña
A Baña – gmina w Hiszpanii, w prowincji A Coruña, w Galicji, o powierzchni 98,19 km². W 2011 roku gmina liczyła 3967 mieszkańców.